# 442 TCN
442 TCN là một năm trong lịch La Mã.